# Walter Freiwald
Walter Freiwald (né le 21 avril 1954 à Wittmund, mort le 16 novembre 2019) est un animateur de télévision allemand.

## Biographie
Après un apprentissage dans le commerce, il reçoit un emploi de la maison de disques EMI. Après cela, il devient rédacteur en chef, plus tard un animateur dans diverses stations de radio, dont Radio Luxembourg et Radio Gong 2000.
Freiwald vient à la télévision en 1989. Avec Harry Wijnvoord, il anime jusqu'en 1997 Der Preis ist heiß sur RTL. Dans le même temps, il anime à partir de 1991 l'émission de téléshopping Showladen. Au milieu des années 1990, Freiwald a quelques apparitions dans le feuilleton Unter Uns. Le 1er mars 2001, RTL lance la chaîne de téleshopping RTL Shop ; Freiwald anime et est également directeur des programmes. Il avait auparavant travaillé pour QVC. En 2008, Freiwald quitte RTL Shop.
Fin 2007, il est le gagnant de Das perfekte Promi-Dinner et donne son gain à l'hôpital de Burgwedel.
En 2010, Freiwald se présente sans succès pour être le candidat du SPD au poste de Président fédéral et indépendamment en 2016.
De janvier 2012 à mars 2013, il anime pour la chaîne de téléshopping Pearl.tv et y travaille de nouveau fin 2017.
En janvier 2015, Freiwald est candidat à la neuvième saison de Ich bin ein Star – Holt mich hier raus! ; après le télévote, il quitte le camp trois jours avant la finale. Parallèlement à Dschungelcamp, son single Artur, alles wird gut, paru en 1993, ressort. En 2015, il remporte de nouveau Das perfekte Promi-Dinner ; il donne son gain à Deutsche Hirntumorhilfe, car sa femme eut une tumeur au cerveau. En août 2015, il participe à Ich bin ein Star – Lasst mich wieder rein!. En novembre 2015, il publie son autobiographie.
À partir du 1er février 2016, il présente deux fois par semaine Freiwald am Morgen pour la chaîne de téléshopping 1-2-3.tv. En juin 2016, il se laisse hypnotiser dans Schau mir in die Augen – Promis unter Hypnose sur RTL. En octobre 2016, il anime la rubrique Der Schweiß ist heiß dans l'émission Luke! Die Woche und ich animée par Luke Mockridge. Walter Freiwald fait des animations pour une chaîne de concessionnaires automobiles dans les Länder de Berlin, Brandebourg et Thuringe. Il participe à plusieurs reprises l'émission sur Youtube World Wide Wohnzimmer, dans laquelle il présente principalement des petits jeux.
Le 6 novembre 2019, il annonce sur ses réseaux sociaux son cancer incurable. Il meurt dix jours plus tard à l'âge de 65 ans.
Walter Freiwald était marié et avait deux fils (dont Neill Freiwald). Il vivait à Meerbusch.